# Corredor vasariano

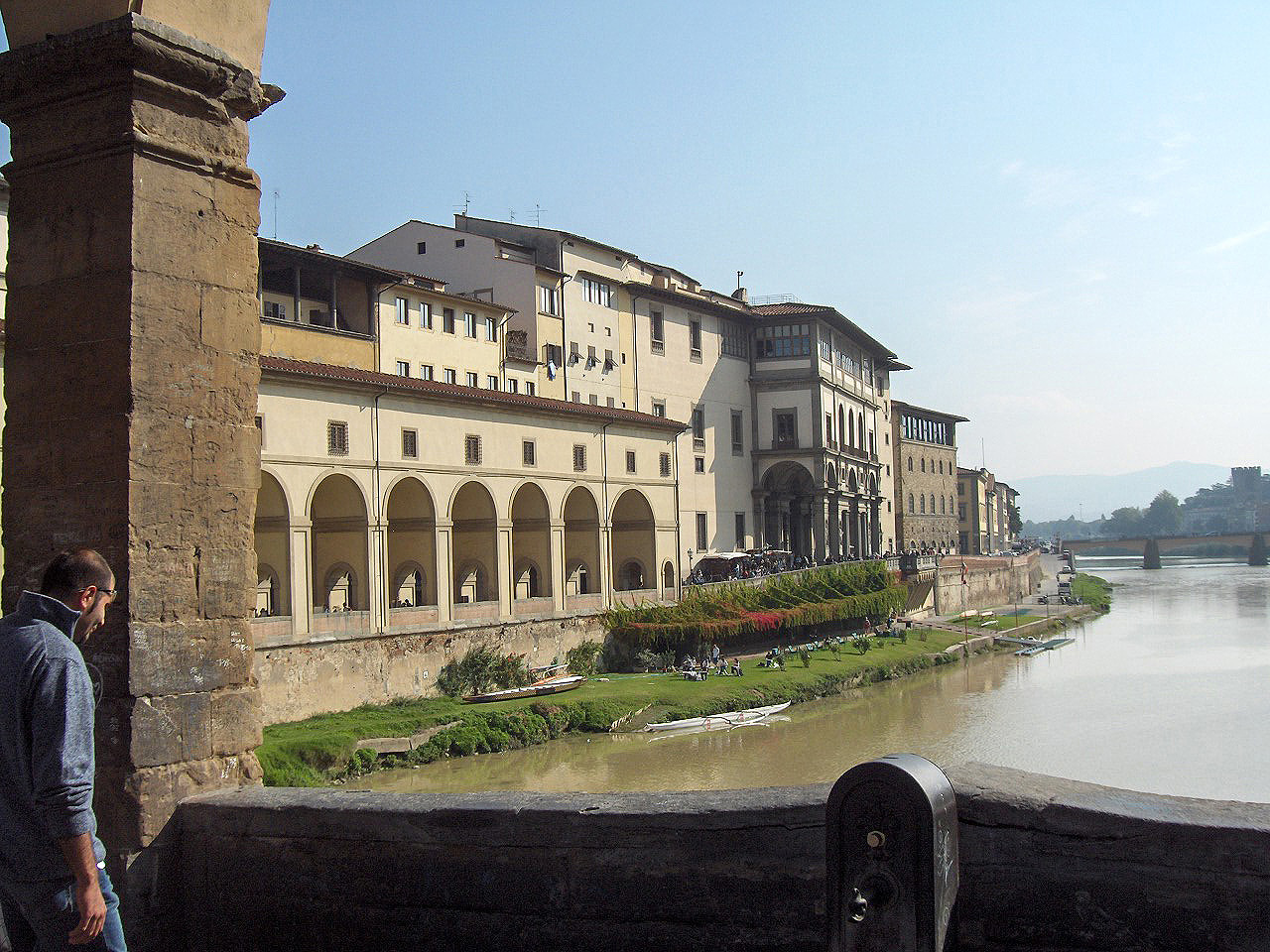
Un tramo del corredor vasariano visto desde el Ponte Vecchio.

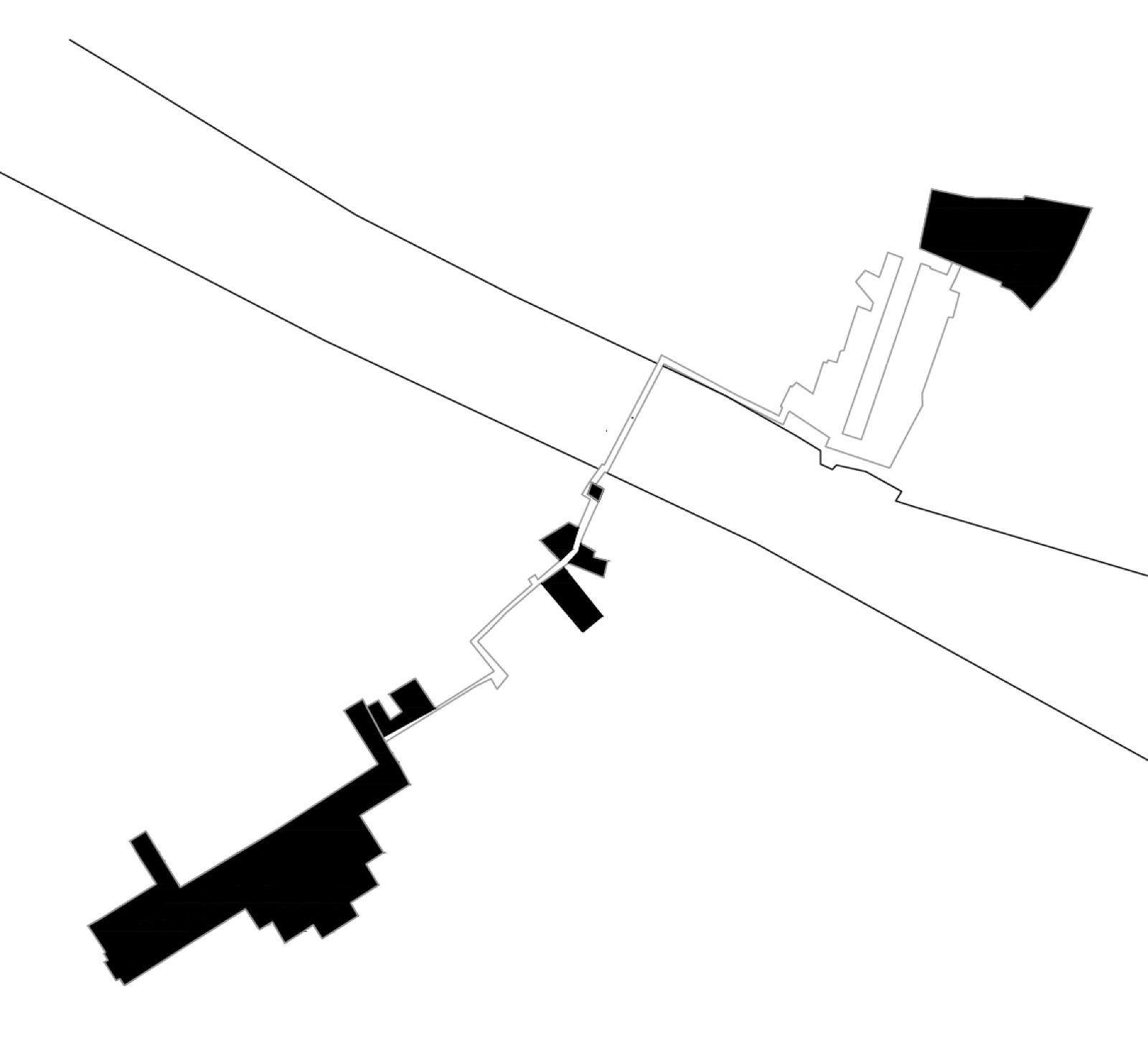
Trazado del Corredor vasariano sobre la ciudad de Florencia

El corredor vasariano (en italiano: Corridoio vasariano) es un pasaje elevado en Florencia (Italia) que conecta el Palacio Vecchio con el Palacio Pitti, pasando sobre la Galería Uffizi y el Ponte Vecchio.

## Historia
El Corredor Vasariano fue construido en 5 meses por orden del gran duque Cosme I de Médici en 1565, y diseñado por Giorgio Vasari. Su construcción estuvo relacionada con la boda del hijo de Cosme, Francisco, con Juana de Habsburgo-Jagellón. 
La idea de una galería elevada fue motivada por las exigencias del gran duque para moverse libremente desde su residencia al palacio de gobierno, en una ciudad en la cual ya no era tan apreciado, después de la abolición de la República de Florencia. El mercado de carnes del Ponte Vecchio fue trasladado para evitar que el gran duque lo oliera al pasar, y su lugar fue ocupado por orfebrerías que todavía se encuentran en el puente. En este extremo, la galería se vio obligada a pasar alrededor de la Torre de Mannelli después de una fuerte oposición de esta familia a su construcción.
En el medio del Ponte Vecchio el Corredor Vasariano se caracteriza por tener unas ventanas panorámicas con vistas al Arno, en dirección al Ponte Santa Trinitá. Estas reemplazaron a las pequeñas ventanas de la construcción original por orden de Benito Mussolini.
Traspasado el Ponte Vecchio, el Corredor Vasariano pasa por encima de la logia de la iglesia de Santa Felicita. En este punto la galería tiene un balcón, protegido por una baranda, que mira al interior de la iglesia, para permitir que la familia del gran duque pudiera presenciar las celebraciones sin mezclarse con las masas.
En el tramo de la Galería Uffizi, el Corredor Vasariano es usado como una galería de arte en la que se exhiben una colección de retratos de los Médici.

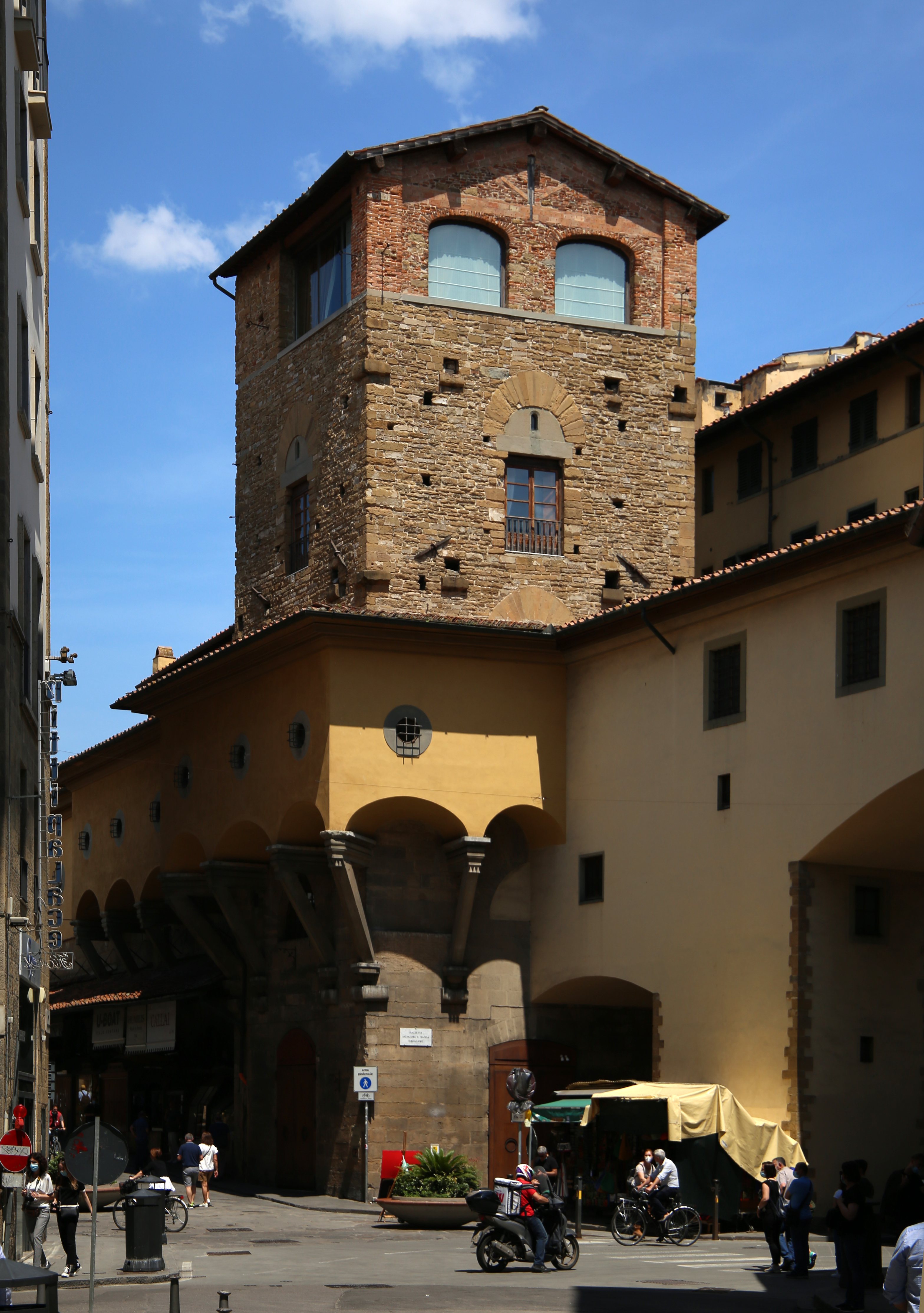
Quiebro del Corredor Vasariano rodeando la Torre de Manelli y apoyándose en esta sobre tornapuntas de madera

## Galería fotográfica

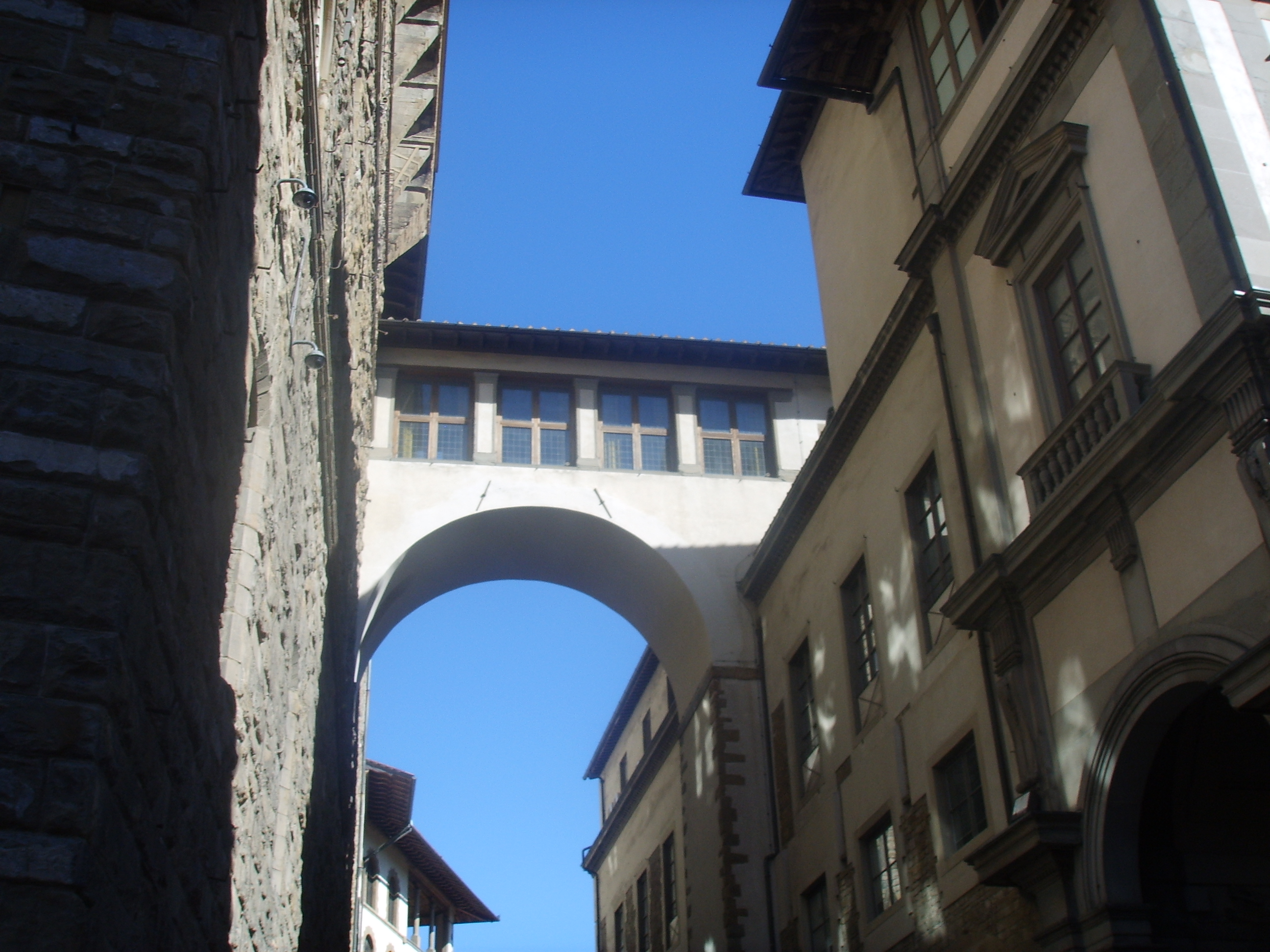
Pasaje sobre Via della Ninna y entrada en la Galería Uffizi desde el Palazzo Vecchio
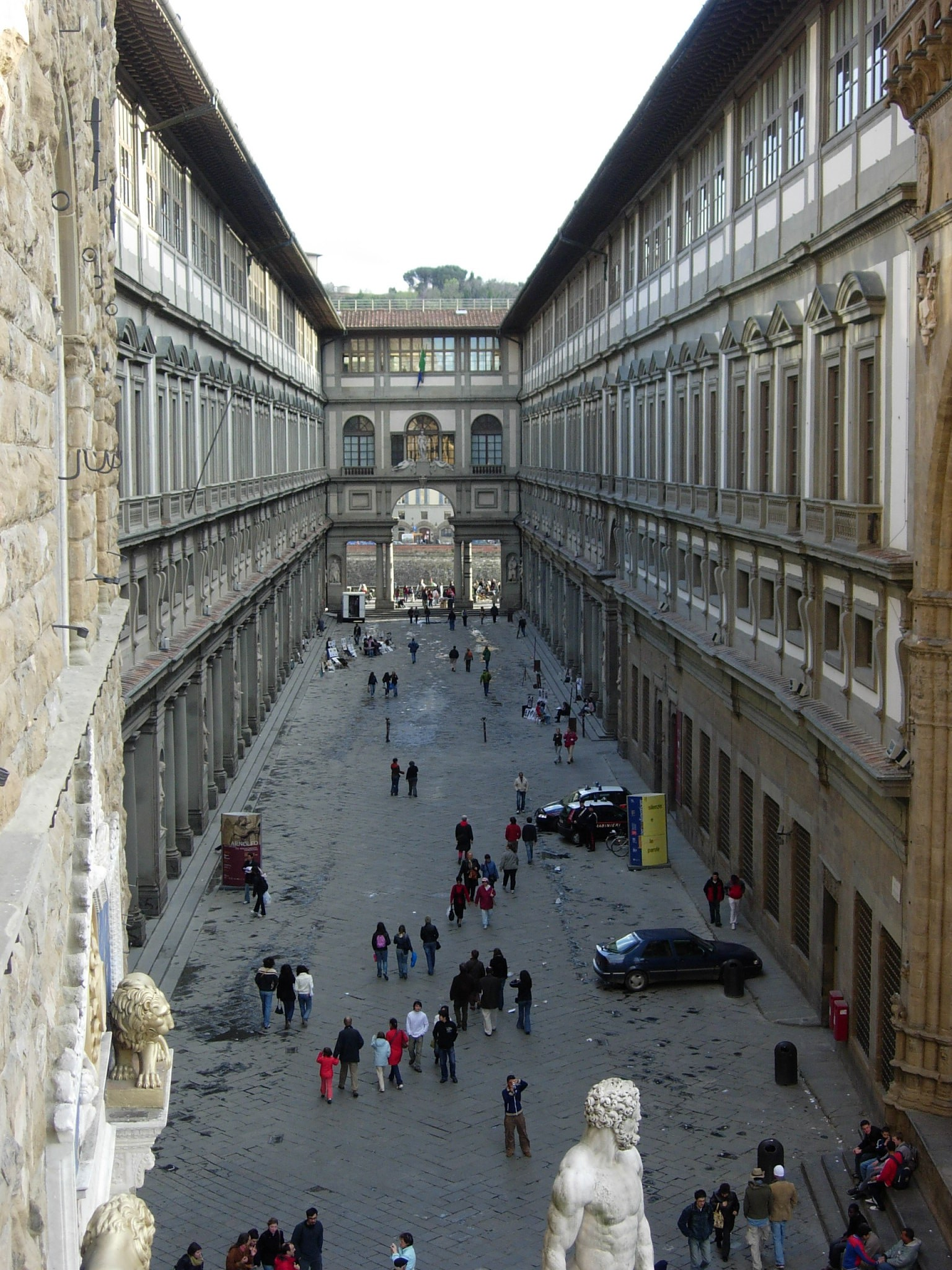
Pasaje en el último piso de la Galería Uffizi.
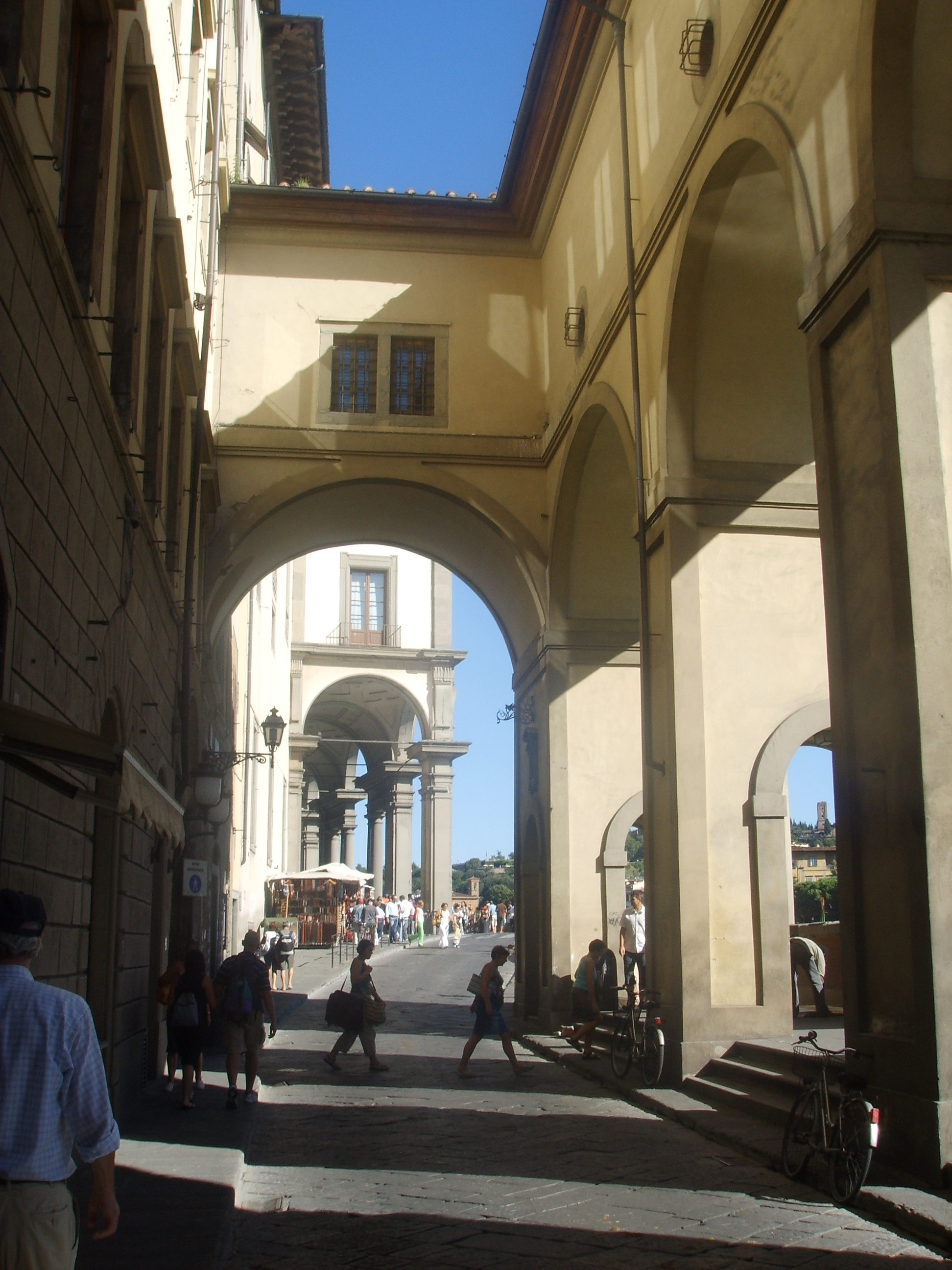
Salida de la Galería Uffizi.
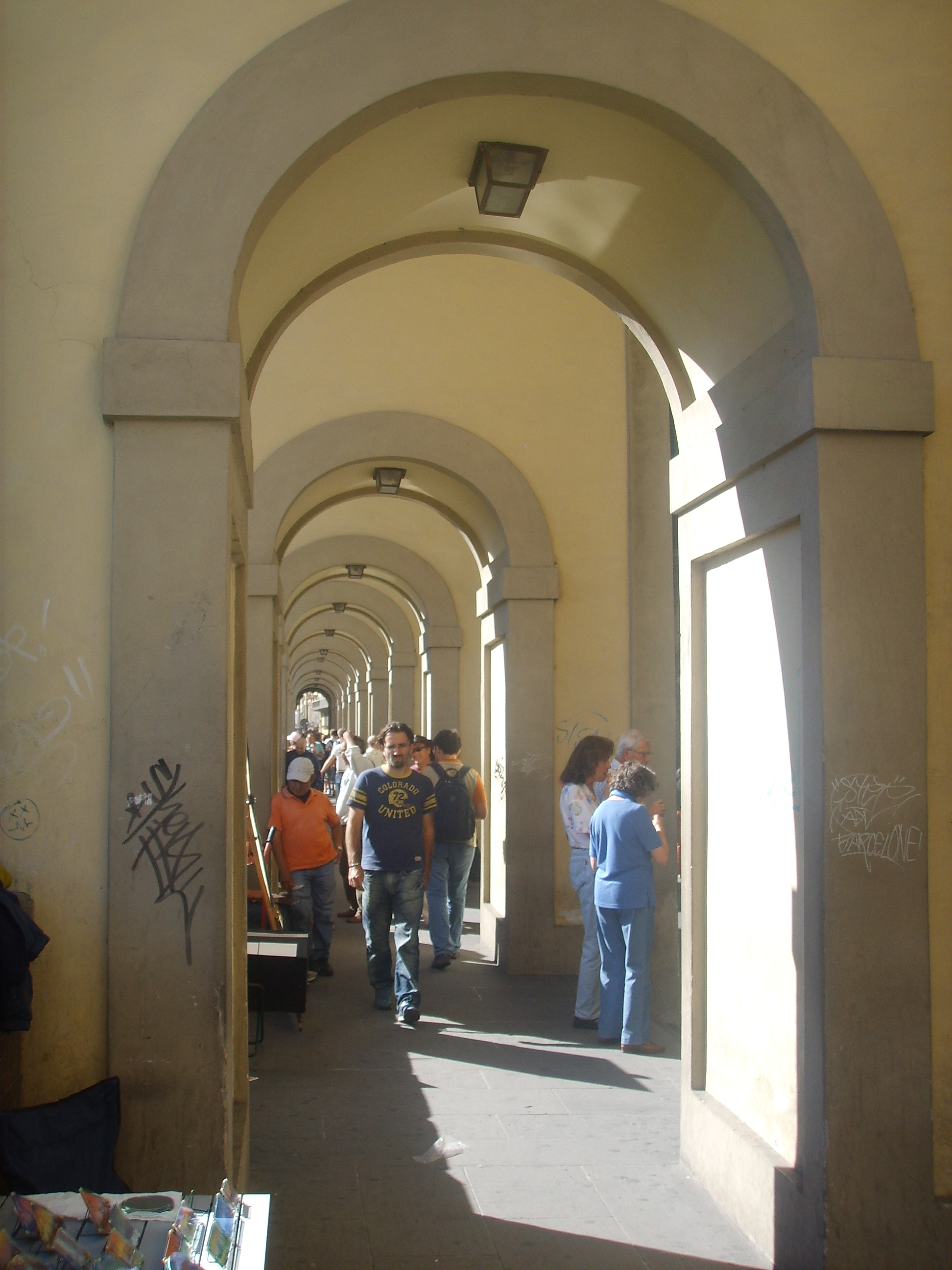
Pasaje cubierto hacia Lungarno en el Ponte Vecchio.
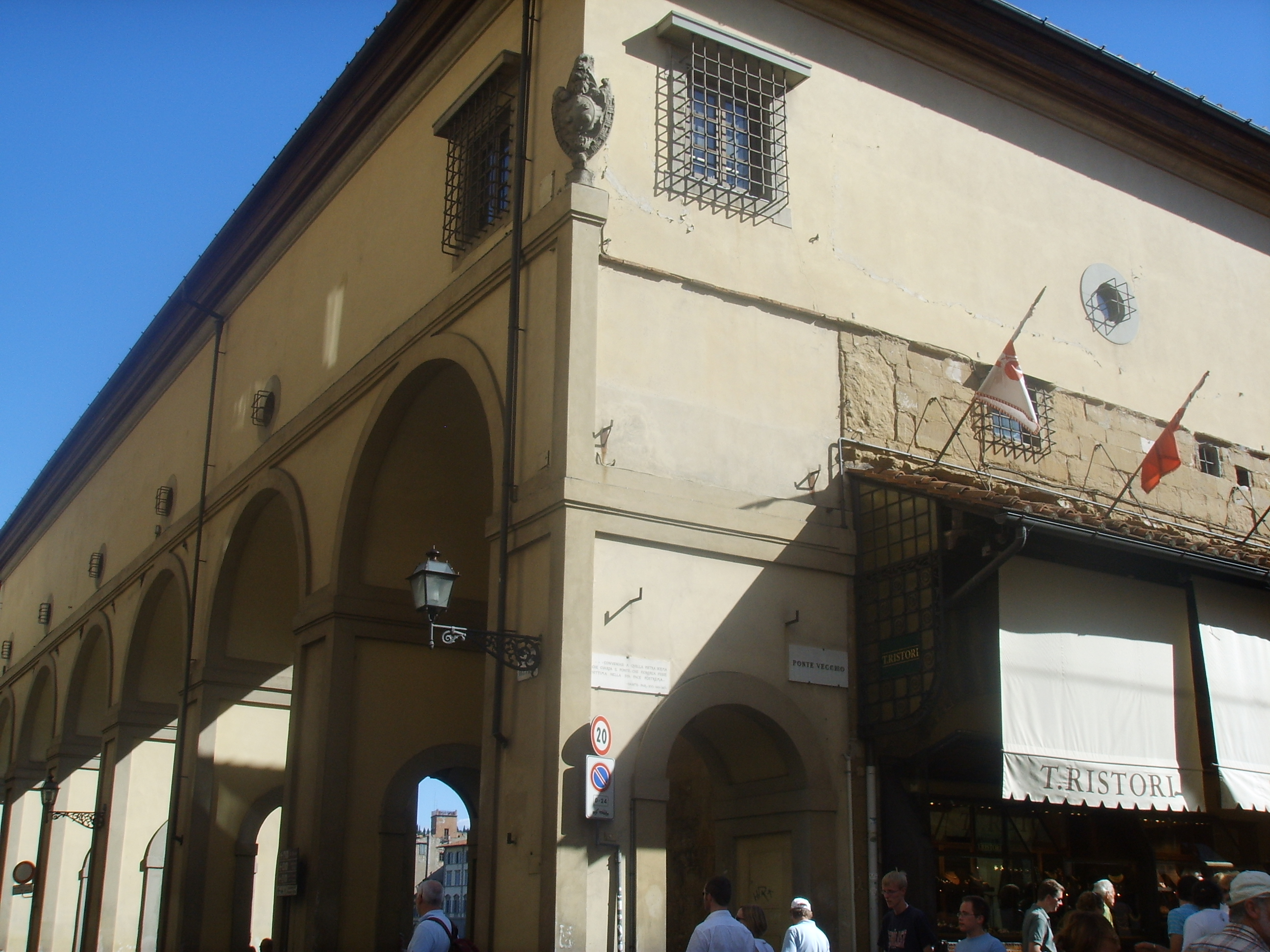
Curva en el Ponte Vecchio.
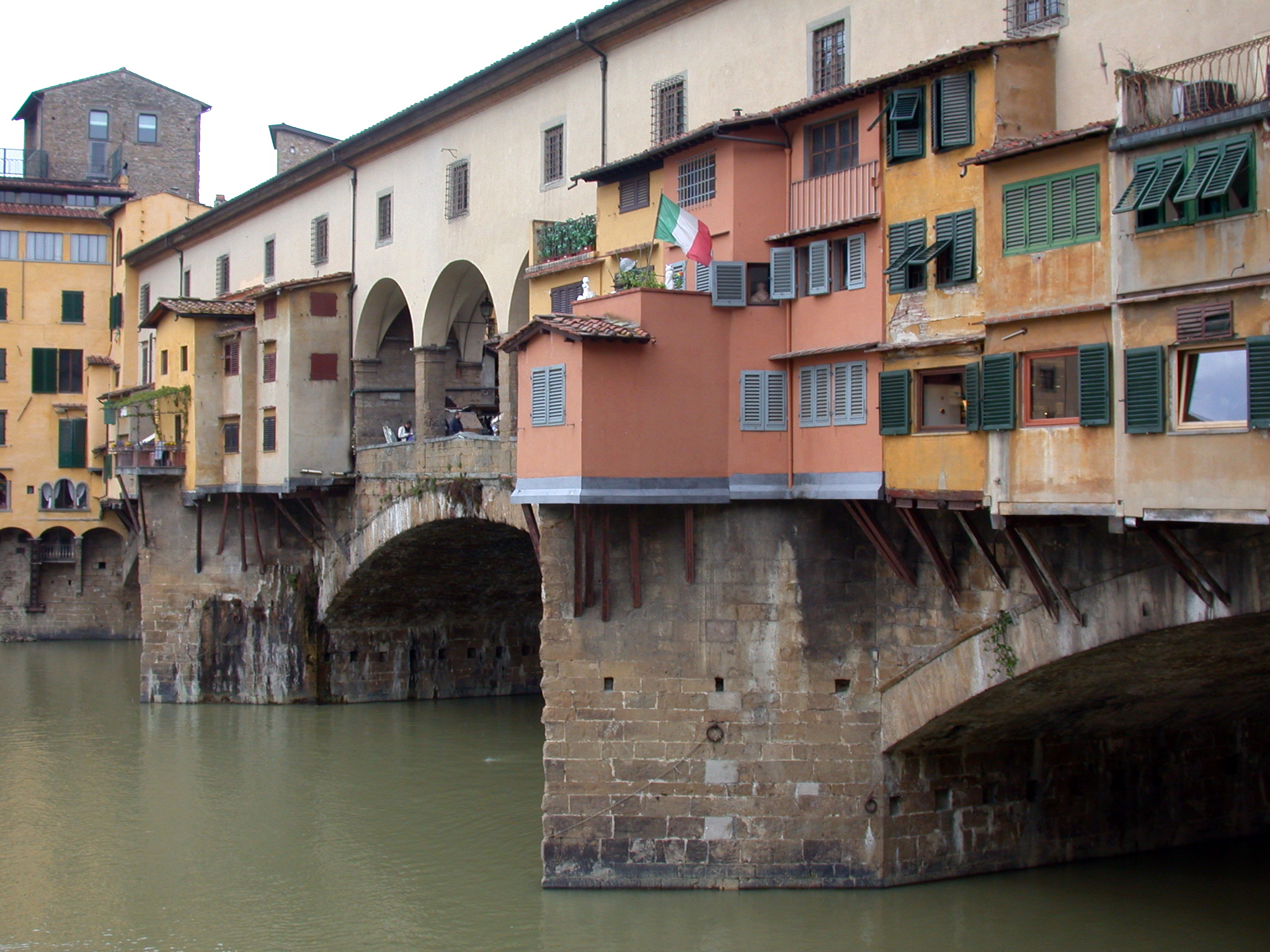
Pasaje sobre el Arno en el Ponte Vecchio.
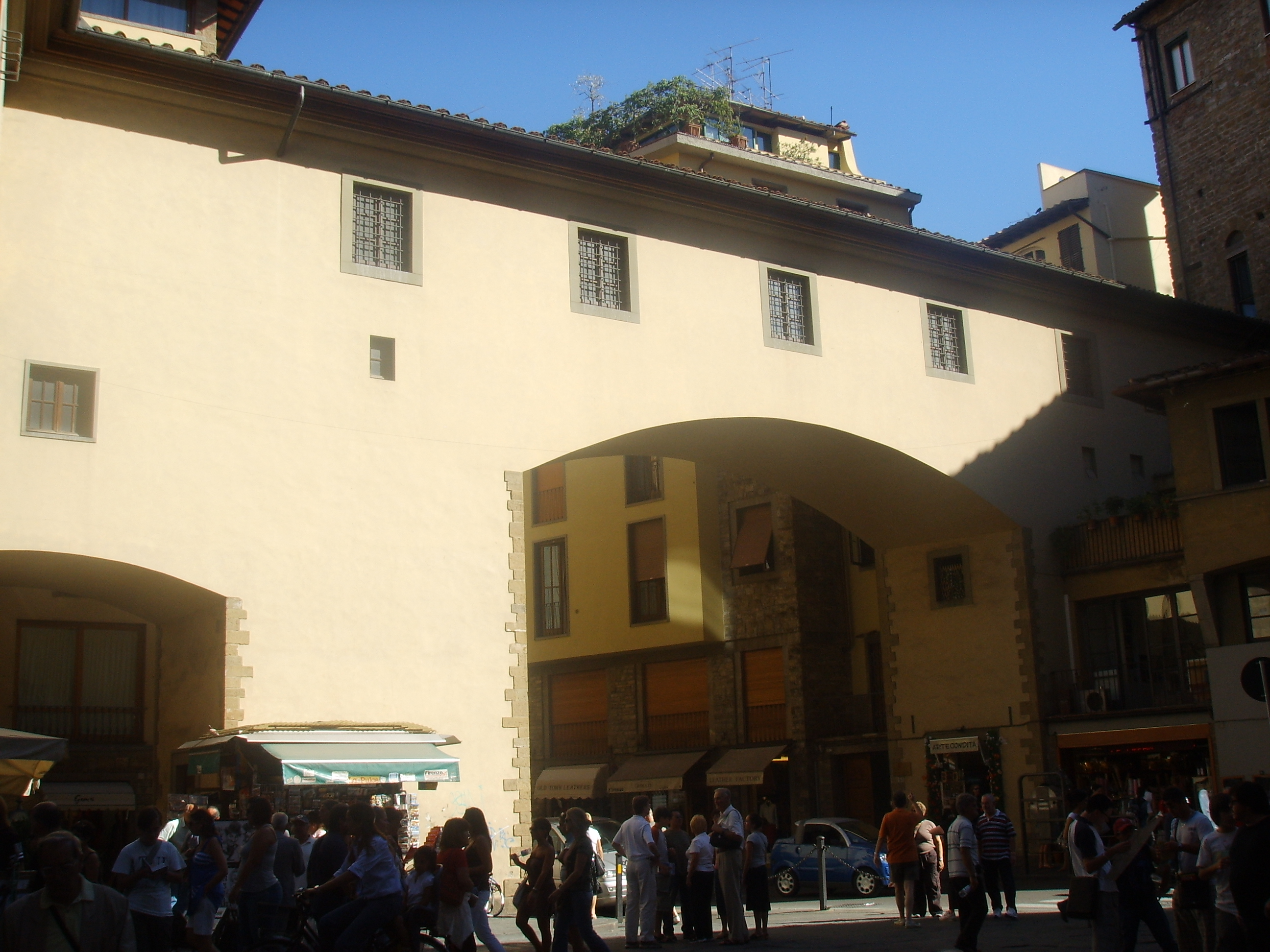
Pasaje sobre Lungarno Torrigiani.
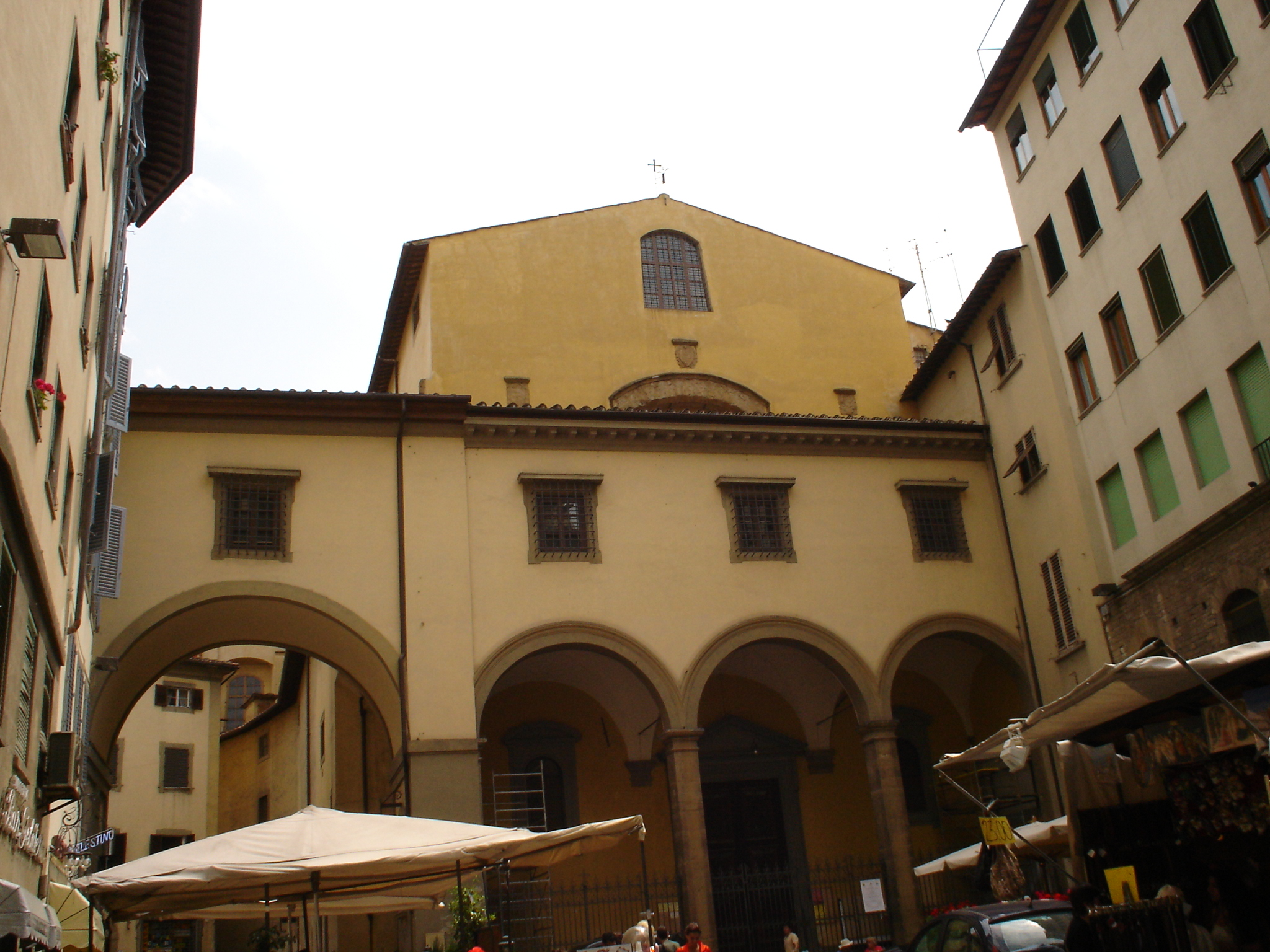
Pasaje sobre la iglesia de Santa Felicita.
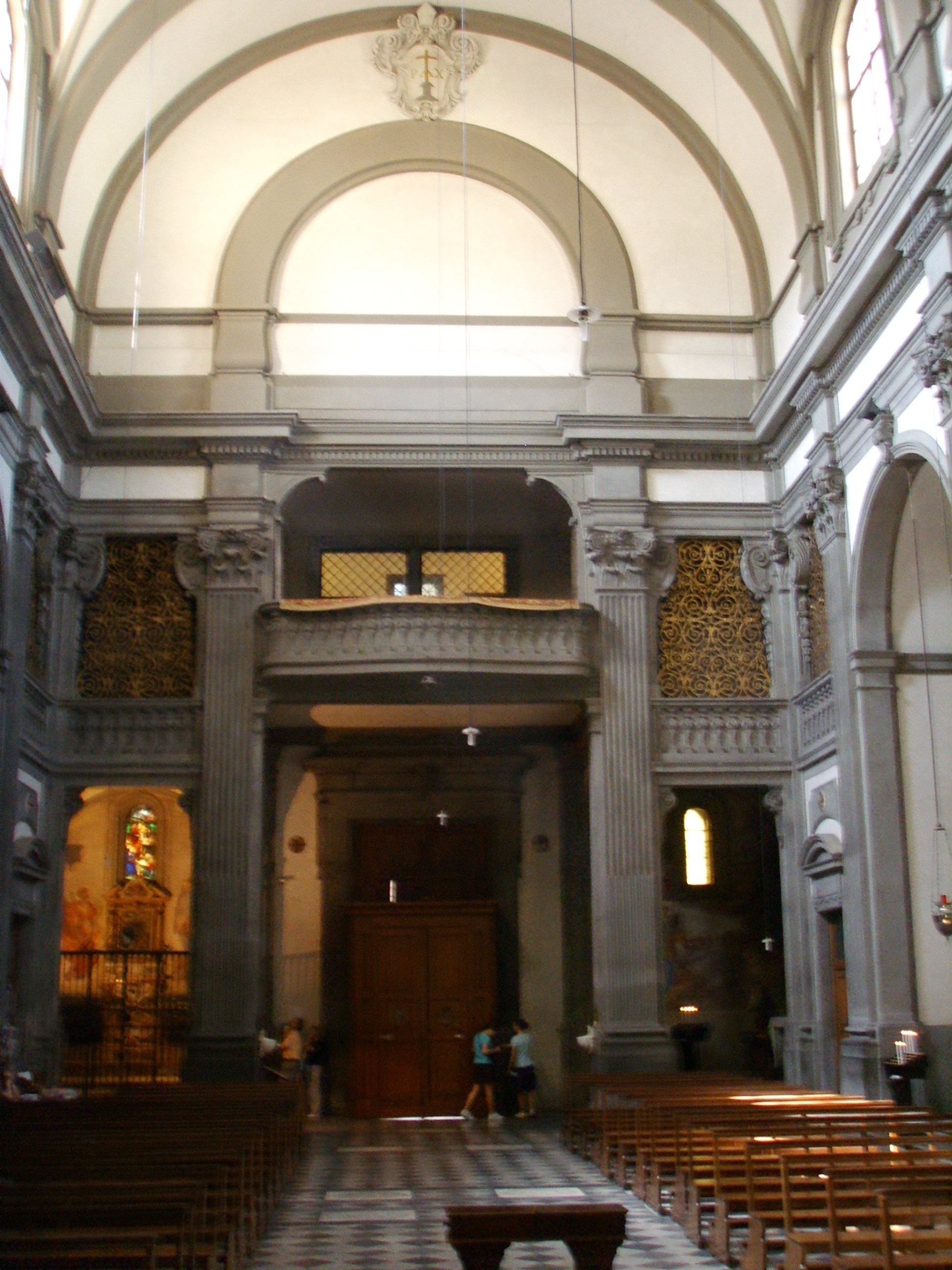
Balcón hacia Santa Felicita.
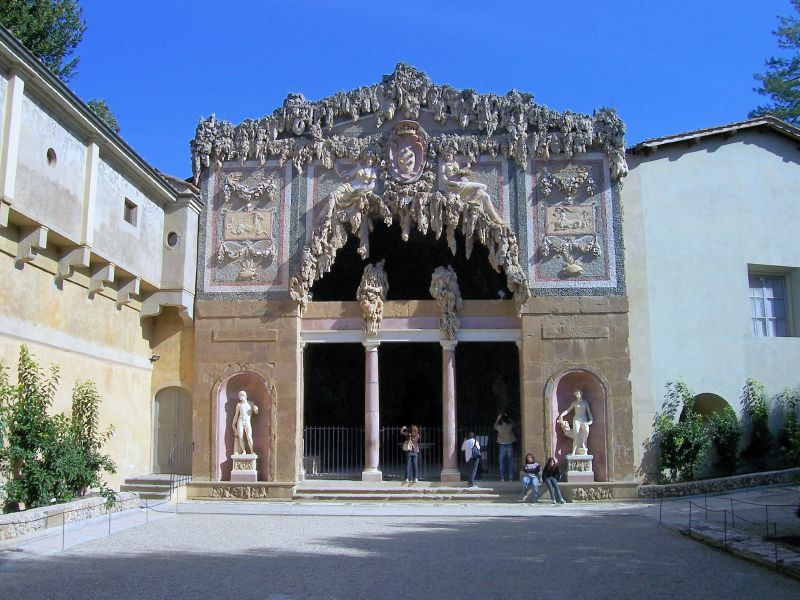
Pasaje a la izquierda de Grotta del Buontalenti.
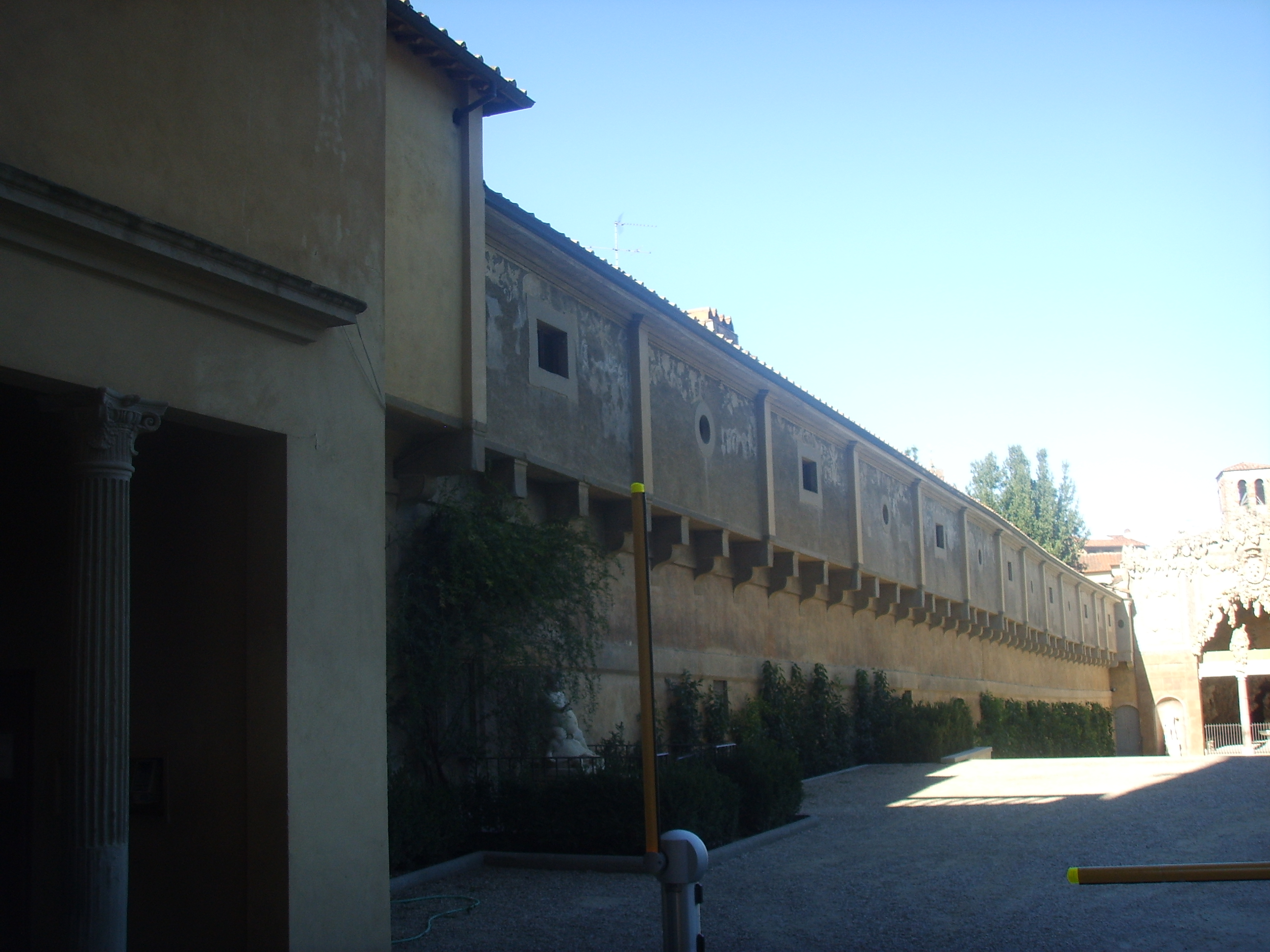
Llegada al Palacio Pitti.
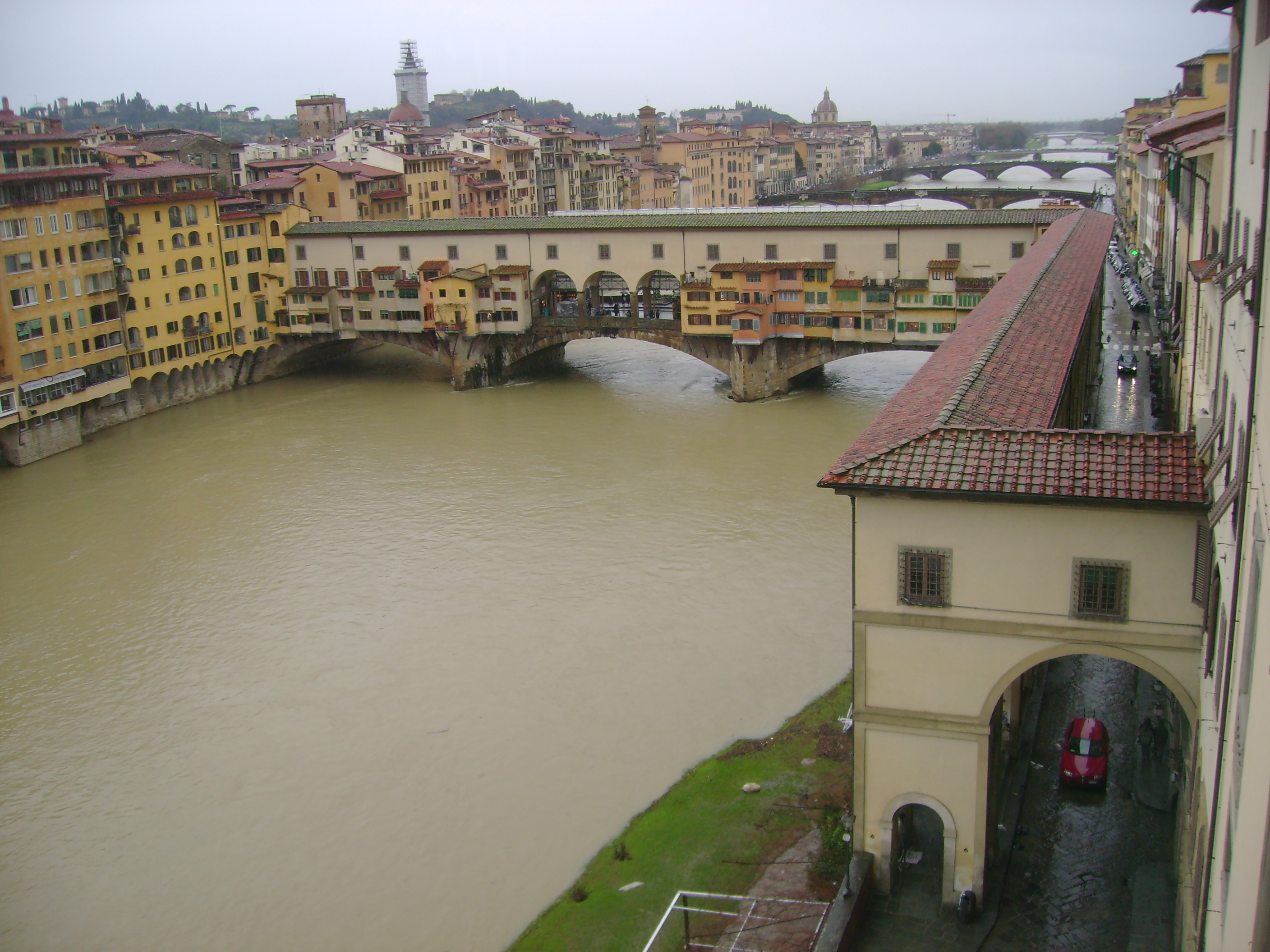
Vista superior del corredor, con el Ponte vecchio detrás.
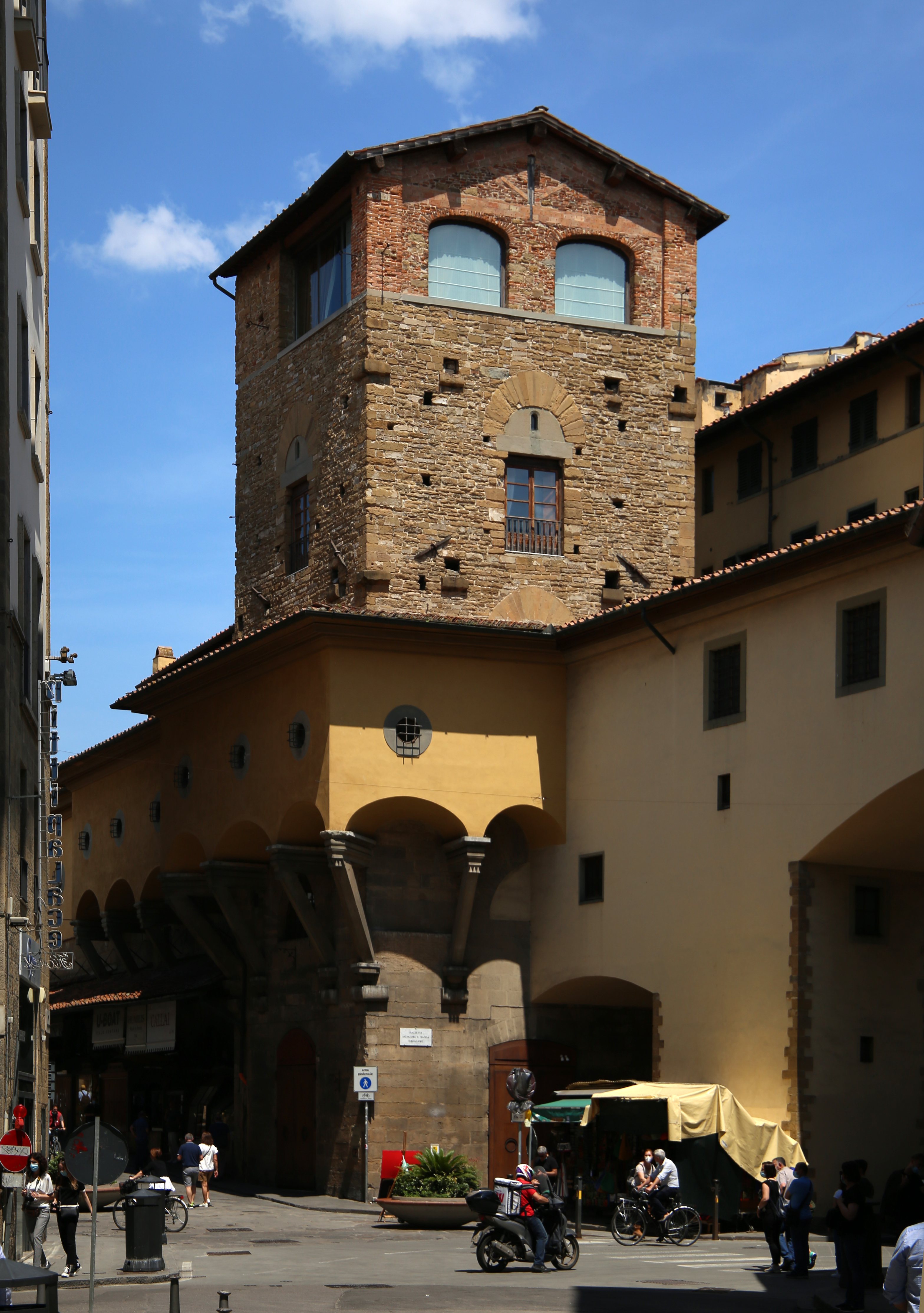
Quiebro del Corredor Vasariano rodeando la Torre de Mannelli y apoyándose en esta sobre tornapuntas de madera